# Кімберлі (Айдахо)
Кімберлі (англ. Kimberly) — місто в окрузі Твін-Фоллс, штат Айдахо, США. Згідно з переписом 2010 року населення становило 3264 особи, що на 650 осіб більше, ніж 2000 року.

## Географія
Кімберлі розташоване за координатами 42°32′0″ пн. ш. 114°22′12″ зх. д. / 42.53333° пн. ш. 114.37000° зх. д. (42.533343, -114.369995). За даними Бюро перепису населення США в 2010 році місто мало площу 4,17 км², уся площа — суходіл.

## Демографія

### Перепис 2010 року
За даними перепису 2010 року, у місті проживало 3 264 особи у 1 123 домогосподарствах у складі 835 родин. Густота населення становила 782,7 ос./км². Було 1 190 помешкань, середня густота яких становила 285,4/км². Расовий склад міста: 91,8 % білих, 0,2 % афроамериканців, 1,0 % індіанців, 0,3 % азіатів, 0,1 % тихоокеанських остров'ян, 4,7 % інших рас, а також 2,0 % людей, які зараховують себе до двох або більше рас. Іспанці та латиноамериканці незалежно від раси становили 12,5 % населення.
Із 1 123 домогосподарств 44,3 % мали дітей віком до 18 років, які жили з батьками; 58,3 % були подружжями, які жили разом; 11,1 % мали господиню без чоловіка; 4,9 % мали господаря без дружини і 25,6 % не були родинами. 21,8 % домогосподарств складалися з однієї особи, у тому числі 9,3 % віком 65 і більше років. У середньому на домогосподарство припадало 2,87 мешканця, а середній розмір родини становив 3,38 особи.
Середній вік жителів міста становив 31,9 року. Із них 32,4 % були віком до 18 років; 8 % — від 18 до 24; 26,8 % від 25 до 44; 21,7 % від 45 до 64 і 11,1 % — 65 років або старші. Статевий склад населення: 49,6 % — чоловіки і 50,4 % — жінки.
Середній дохід на одне домашнє господарство становив 56 387 доларів США (медіана — 48 125), а середній дохід на одну сім'ю — 60 711 долар (медіана — 52 219). Медіана доходів становила 40 644 долари для чоловіків та 27 292 долари для жінок. За межею бідності перебувало 11,2 % осіб, у тому числі 15,5 % дітей у віці до 18 років та 7,1 % осіб у віці 65 років та старших.
Цивільне працевлаштоване населення становило 1552 особи. Основні галузі зайнятості: освіта, охорона здоров'я та соціальна допомога — 23,3 %, роздрібна торгівля — 18,0 %, мистецтво, розваги та відпочинок — 10,8 %, науковці, спеціалісти, менеджери — 9,5 %.

### Перепис 2000 року
За даними перепису 2000 року, у місті проживало 2 614 осіб у 916 домогосподарствах у складі 690 родин. Густота населення становила 1 298 ос./км². Було 965 помешкань, середня густота яких становила 454,4/км². Расовий склад міста: 94,99 % білих, 0,08 % афроамериканців, 0,92 % індіанців, 0,87 % азіатів, 0,09 % тихоокеанських остров'ян, 1,57 % інших рас і 1,95 % людей, які зараховують себе до двох або більше рас. Іспанці та латиноамериканці незалежно від раси становили 4,93 % населення.
Із 916 домогосподарств 40,2 % мали дітей віком до 18 років, які жили з батьками; 68,7 % були подружжями, які жили разом; 19,0 % мали господиню без чоловіка, і 21,7 % не були родинами. 21,3 % домогосподарств складалися з однієї особи, у тому числі 11,4 % віком 65 і більше років. У середньому на домогосподарство припадало 2,80 мешканця, а середній розмір родини становив 3,29 особи.
Віковий склад населення: 33,8 % віком до 19 років, 5,7 % від 20 до 24, 28 % від 25 до 44, 18,5 % від 45 до 64 і 13,9 % від 65 років і старші. Середній вік жителів — 33,5 року. Статевий склад населення: 48,7 % — чоловіки і 51,3 % — жінки.
Середній дохід домогосподарств у місті становив $33 906, родин — $39 856. Середній дохід чоловіків становив $29 650 проти $19 757 у жінок. Дохід на душу населення в місті був $13 545. Приблизно 6,7 % родин і 8,7 % населення перебували за межею бідності, включаючи 10,3 % віком до 18 років і 6,8 % від 65 і старших.